# Isola dell'Olivo
L'Isola dell'Olivo è un'isola lago di Garda, di proprietà amministrativa di Malcesine.

## Geografia

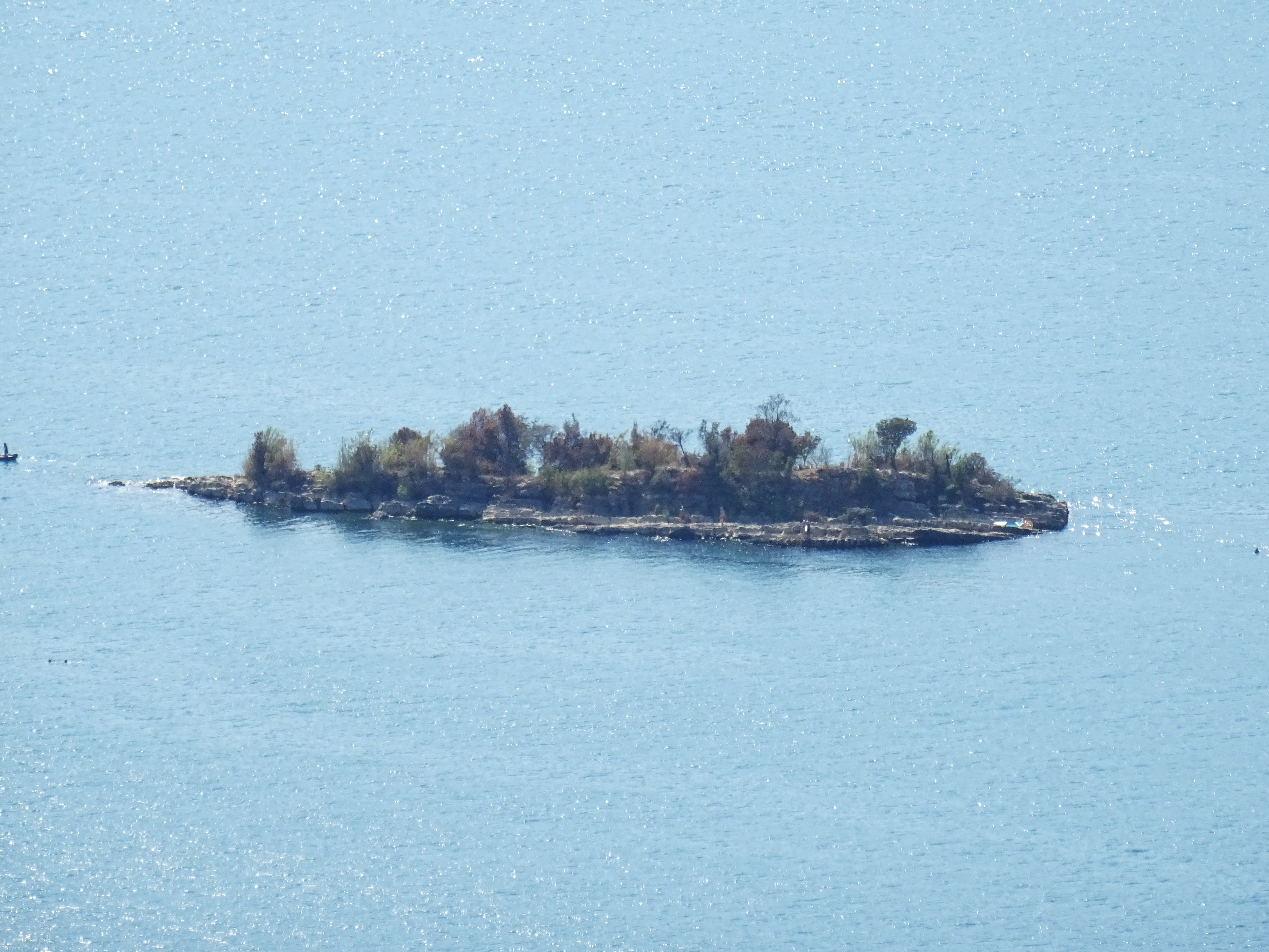
Vista dell'isola

Composta da uno sperone roccioso coperto da alcuni alberi e vegetazione, a 200  m dalla costa, si estende per circa 98 m di lunghezza e una larghezza approssimativa di 40 m. Per la sua posizione, questa isola è spesso utilizzata come punto di riferimento per molte gare veliche e regate importanti come la Centomiglia. Poco più che uno scoglio con un po' di vegetazione, l'Isola dell'Olivo offre buone possibilità allo sbarco e alla sosta.
L'isola è costituita da rocce lisce, inclinate, rivolte verso ovest, su cui si può facilmente salire potendo attraccare in parecchi punti.